# Martin Heinrich Klaproth
Martin Heinrich Klaproth (1. prosince 1743 Wernigerode – 1. ledna 1817 Berlín) byl německý chemik, mineralog a lékárník, autodidakt, který nikdy nestudoval na střední ani na vysoké škole, první profesor chemie na univerzitě v Berlíně. 

## Život
Narodil se jako syn chudého krejčího Julia Klaprotha ve Wernigerode, kde absolvoval čtyři ročníky latinské školy a vydal se do učení k lékárníkovi v Quedlinburgu. Jako tovaryš pokračoval roku 1766 na lékárnickou praxi do Berlína, kde se stal zprvu asistentem lékárníka. Sňatkem s Christianou Sofií Lehmannovou, neteří chemika Andrease Sigismunda Marggrafa, získal roku 1780 v Berlíně slavnou lékárnu U medvěda (Apotheke Zum Bären), stal se movitým lékárníkem. V laboratoři této lékárny a na cestách za minerály strávil většinu svého produktivního života. Roku 1788 byl jmenován členem Pruské královské učené společnosti v Berlíně. Vyučoval na Hornické akademii. Po založení Humboldtovy univerzity v Berlíně roku 1810 se tam stal prvním profesorem chemie. Jeho synem byl orientalista Julius Klaproth.

### Význam
Byl objevitelem několika minerálů, průkopníkem analytické chemie. Významnou měrou přispěl k systematizaci minerálů na základě jejich chemického složení.

## Objevy
- Nezávisle na Williamu Gregorovi objevil oxid titaničitý (neboli „zeminu“) ve vzorku rudy, kterou známe nyní pod názvem rutil, a prvek, jehož oxid izoloval, nazval titan podle Titánů, dětí Nebes a Země odsouzených k životu ve skrytých ohních Země. Až v roce 1825 jeho následovník J. J. Berzelius připravil titan jako kov ve znečištěné formě.
- Roku 1789 při rozboru rud z dolu George Wagstorfa v Johanngeorgenstadtu objevil uran. Neizoloval kovový uran, ale připravil uranové soli, které umožnily barvení skla. [2] V témže roce objevil zirkonium. Nalezl ho rozkladem minerálu jargon.
- Chrom izoloval roku 1798 po J.G. Lehmannovi a L.N.Vauquelinovi nebo souběžně Vauquelinem.
- Cer objevil v roce 1803 souběžně, ale nezávisle na Berzeliovi a Wilhelmu Hisingerovi. Název získal po trpasličí planetě Ceres.
- Provedl výzkum složení karlovarských pramenů (Chemische Untersuchung der Mineralquellen zu Carsbad; Berlin, 1790)

## Publikace

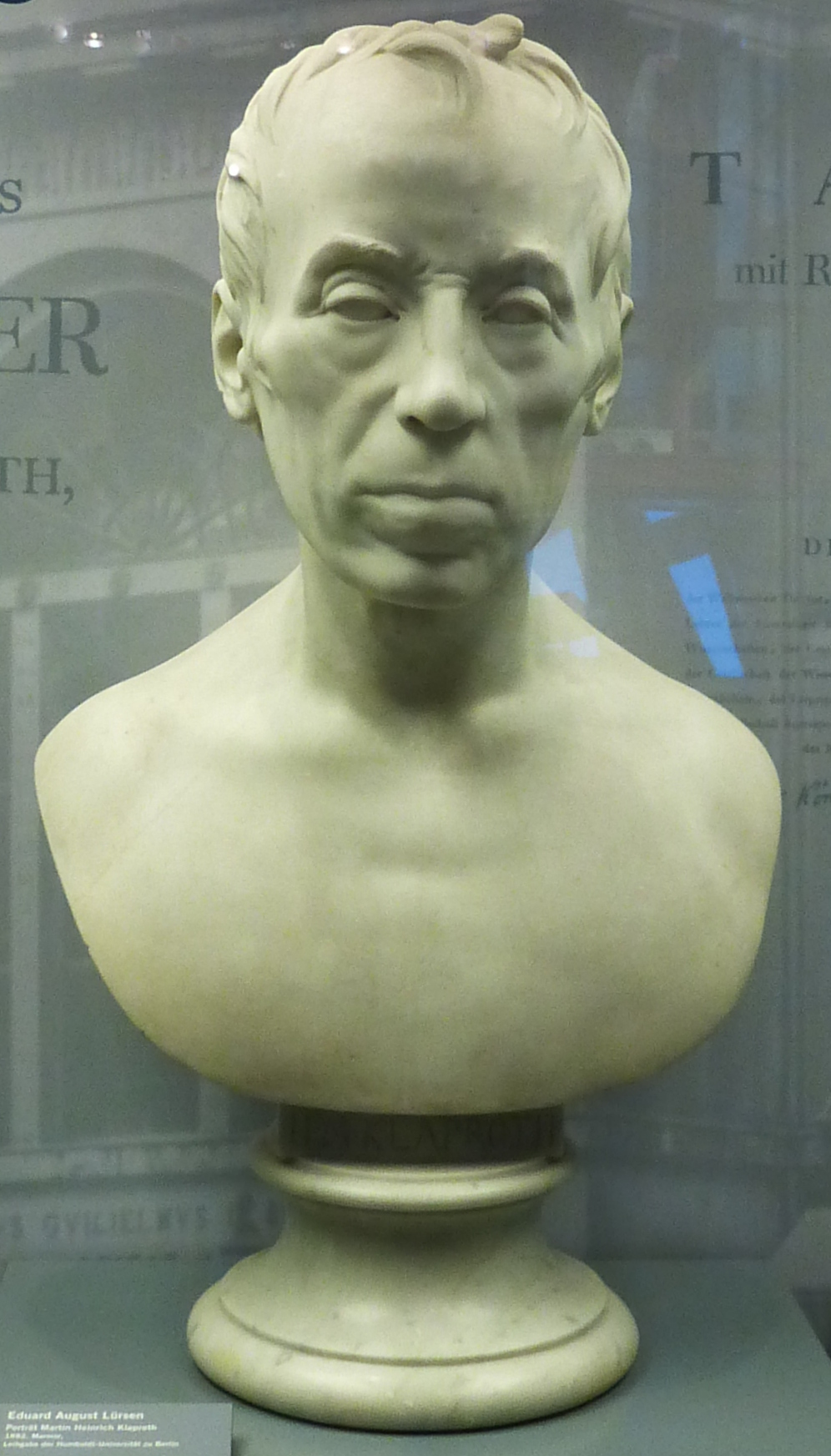
Busta M. H. Klaprotha

Kolem 200 poznámek o svých objevech a chemických analýz minerálů shrnul do zásadních a opakovaně vydávaných publikací
- Beiträge zur chemischen Kenntnis der Mineralkörper (5. vydání, 1795–1810)
- Chemische Abhandlungen gemischten Inhalts (1815).
- Chemisches Wörterbuch (1807–1810) chemická slovník, nadlouho hlavní kompendium oboru, které nahradilo jeho starší edici Grenovy příručky chemie F. A. C. Gren’s Handbuch der Chemie (1806)

## Památky
- Pomník v kampusu Technické univerzity v Berlíně (1996)
- Busta od Eduarda Lürssena (1882) v Přírodovědeckém muzeu v Berlíně
- Pamětní deska na místě Klaprothovy lékárny v berlínské Spandauer Strasse 25 (dům byl vybombardován)
- Jeho jméno nese
  - měsíční kráter Klaproth
  - ulice v Berlíně a ve Wernigerode